# Danh sách huấn luyện viên vô địch các cúp châu Âu cấp câu lạc bộ
Dưới đây là danh sách huấn luyện viên vô địch các cúp châu Âu cấp câu lạc bộ, bao gồm Cúp C1 châu Âu và UEFA Champions League, cúp C2 châu Âu (UEFA Cup Winners' Cup), cúp C3 châu Âu và UEFA Europa League, UEFA Intertoto Cup, siêu cúp châu Âu và cúp bóng đá liên lục địa.
Hai huấn luyện viên người Ý Giovanni Trapattoni, Carlo Ancelotti, và Alex Ferguson người Scotland là những người thành công nhất, mỗi người có 7 danh hiệu. Tính đến  tháng 8 năm 2017, các huấn luyện viên người Ý đã vô địch nhiều hơn bất kỳ huấn luyện viên người nước nào khác, với tổng cộng 46 chức vô địch, các huấn luyện viên người Tây Ban Nha đứng thứ 2 với tổng cộng 38 lần vô địch.

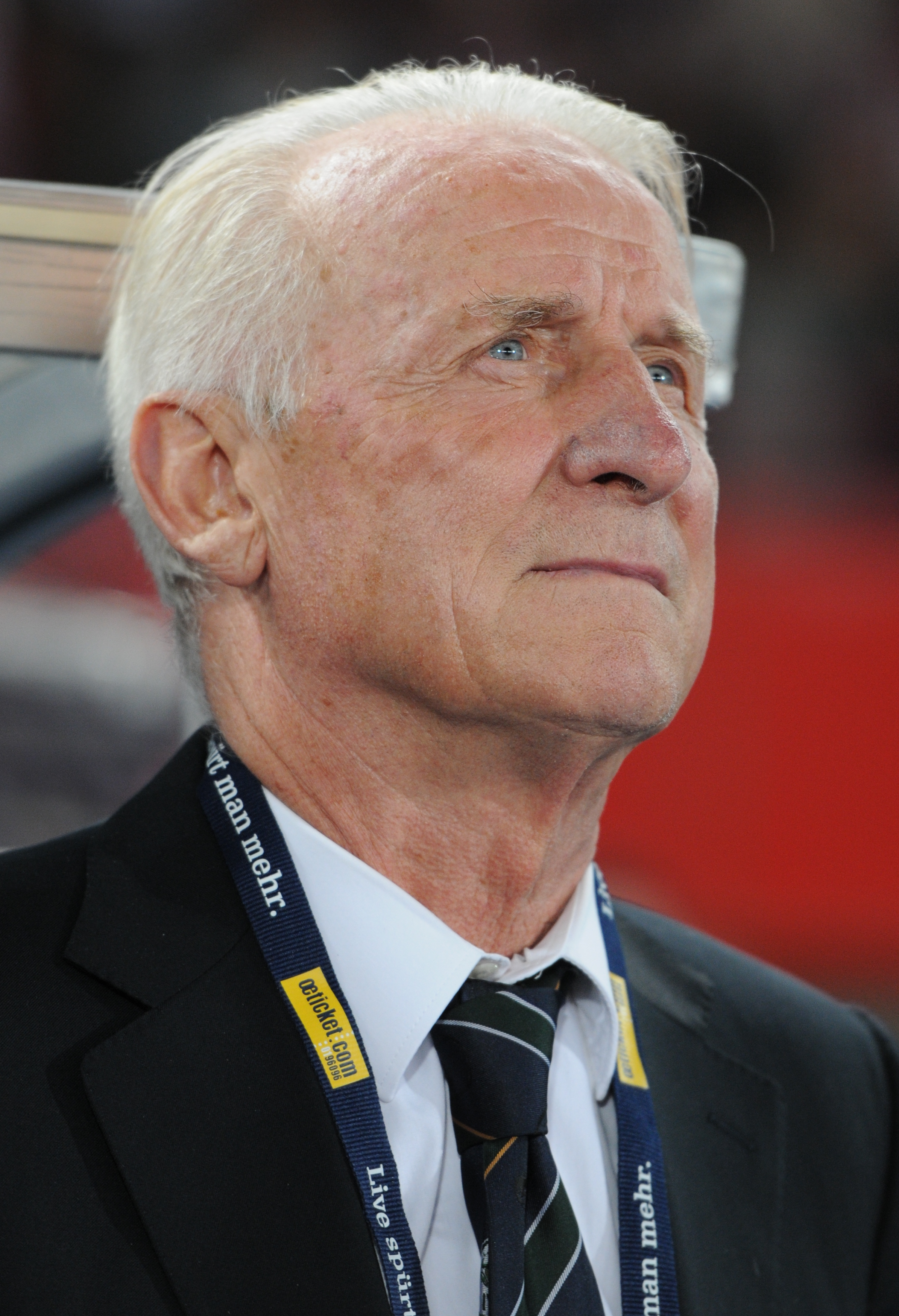
Giovanni Trapattoni đã 7 lần vô địch cúp châu Âu, bằng với Alex Ferguson và Carlo Ancelotti. Ông cũng là người duy nhất ngoài Udo Lattek đã vô địch 3 cúp châu Âu lớn nhất.

Mặc dù không có huấn luyện viên nào từng vô địch tất cả các cúp, Trapattoni là người duy nhất giành được 5 cúp khác nhau. Trapattoni và huấn luyện viên người Đức là 2 người đã giành được 3 cúp châu Âu lớn nhất: cúp C1 châu Âu (sau này là Champions League), cúp C2 châu Âu (Cup Winners' Cup) và cúp C3 châu Âu (sau này là Europa League).
Mặc dù Inter-Cities Fairs Cup được xem là tiền thân của cúp C3 châu Âu, nhưng không được Liên đoàn bóng đá châu Âu (UEFA) công nhận chính thức, do đó không được tính vào danh sách này. Danh sách cũng không bao gồm siêu cúp châu Âu không chính thức năm 1972, giải vô địch thế giới các câu lạc bộ, vì đây là giải đấu thuộc FIFA.

## Các huấn luyện viên vô địch
Danh sách dưới đây cập nhật đến tháng 8 năm 2019.

### Theo số chức vô địch

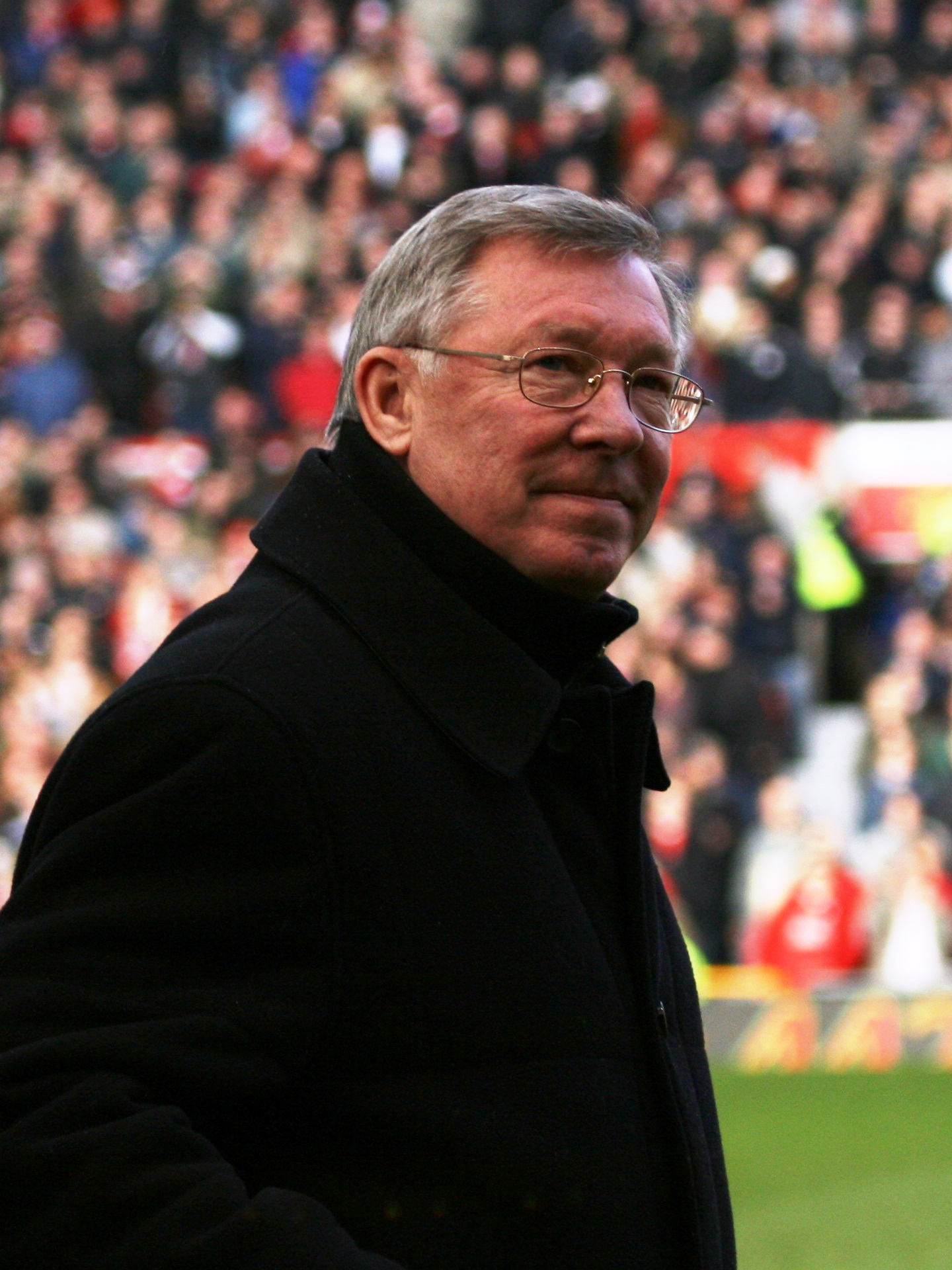
Alex Ferguson, vô địch 7 lần.

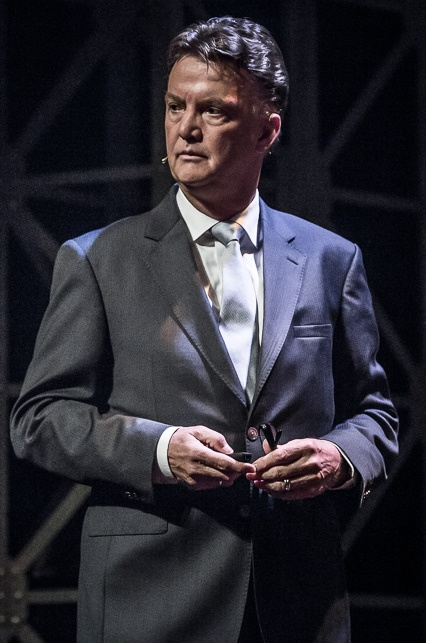
Louis van Gaal vô địch 5 lần.

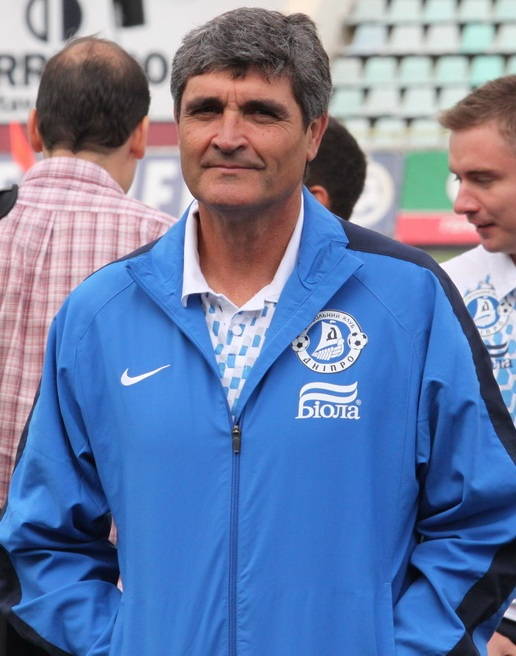
Juande Ramos vô địch 3 lần, bao gồm 2 UEFA Cup.

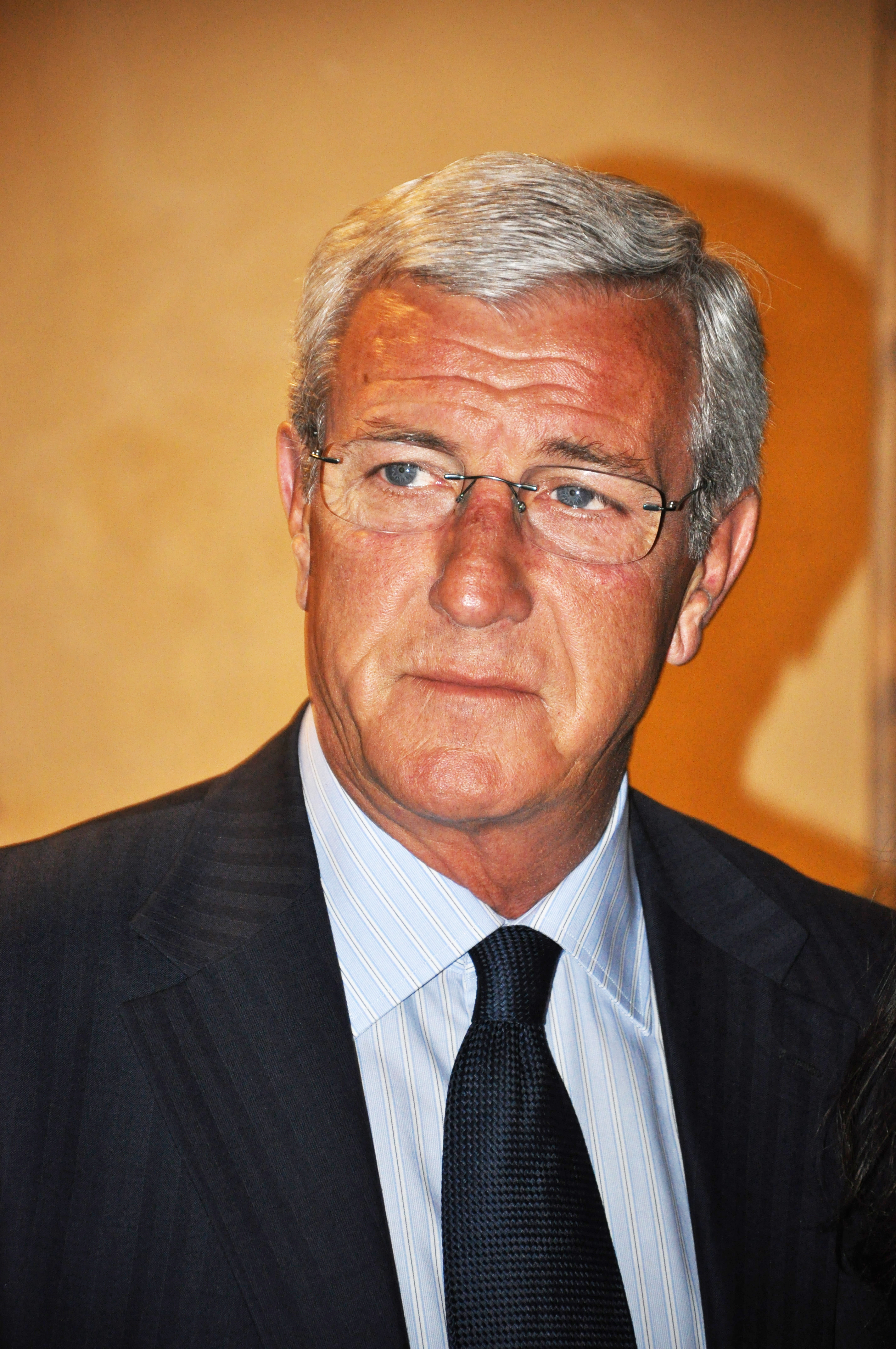
Marcello Lippi vô địch UEFA Champions League, siêu cúp châu Âu và cúp bóng đá Liên lục địa.

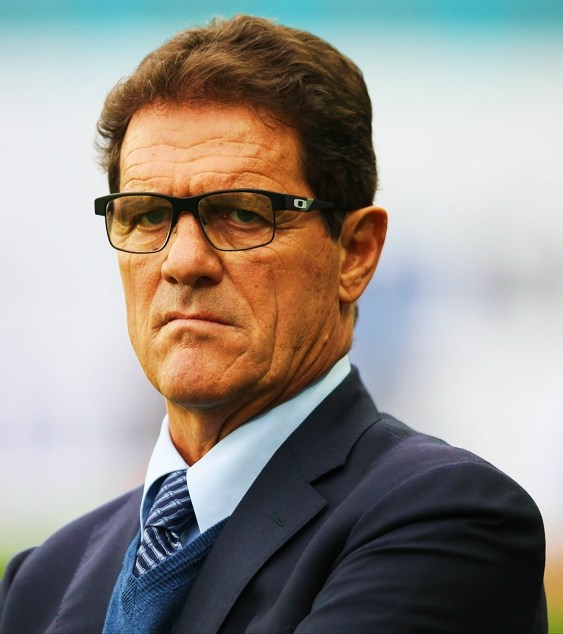
Fabio Capello, vô địch 2 lần.

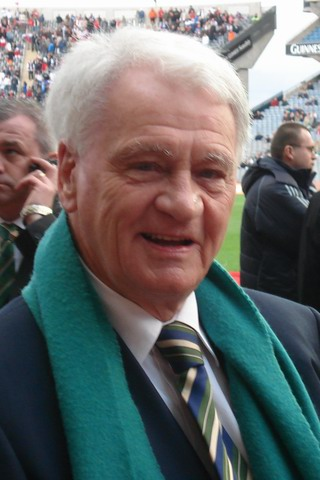
Bobby Robson vô địch cúp C3 năm 1981 và cúp C2 năm 1997.

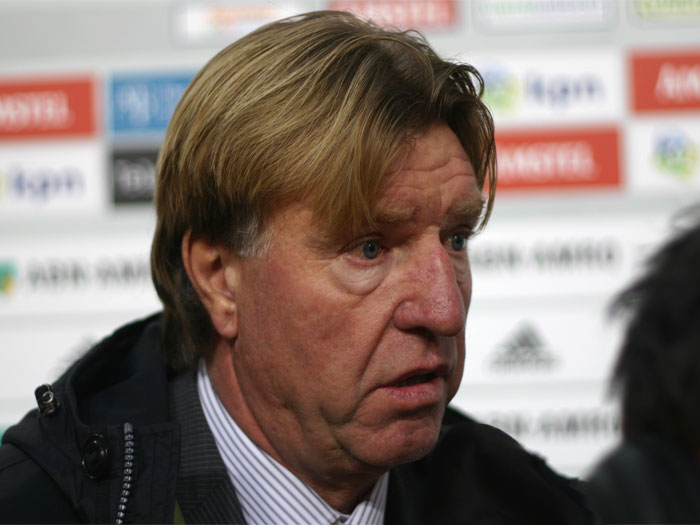
Aad de Mos vô địch cúp C2 và siêu cúp châu Âu.

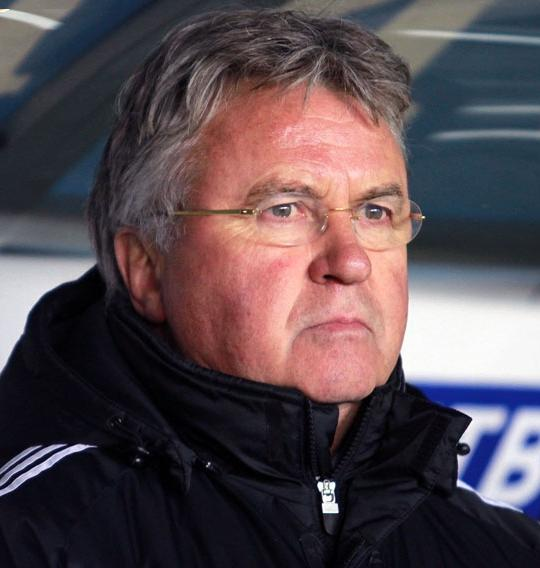
Guus Hiddink vô địch Champions League với PSV Eindhoven.

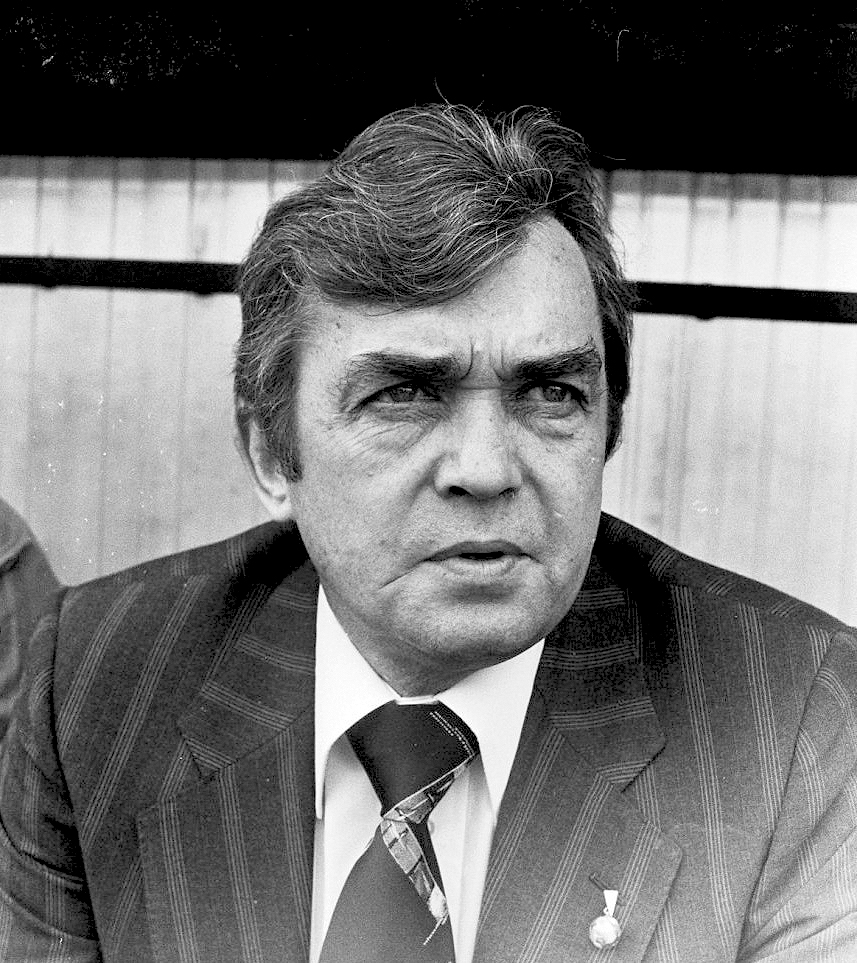
Ernst Happel huấn luyện viên người Áo duy nhất 2 lần vô địch cúp châu Âu.

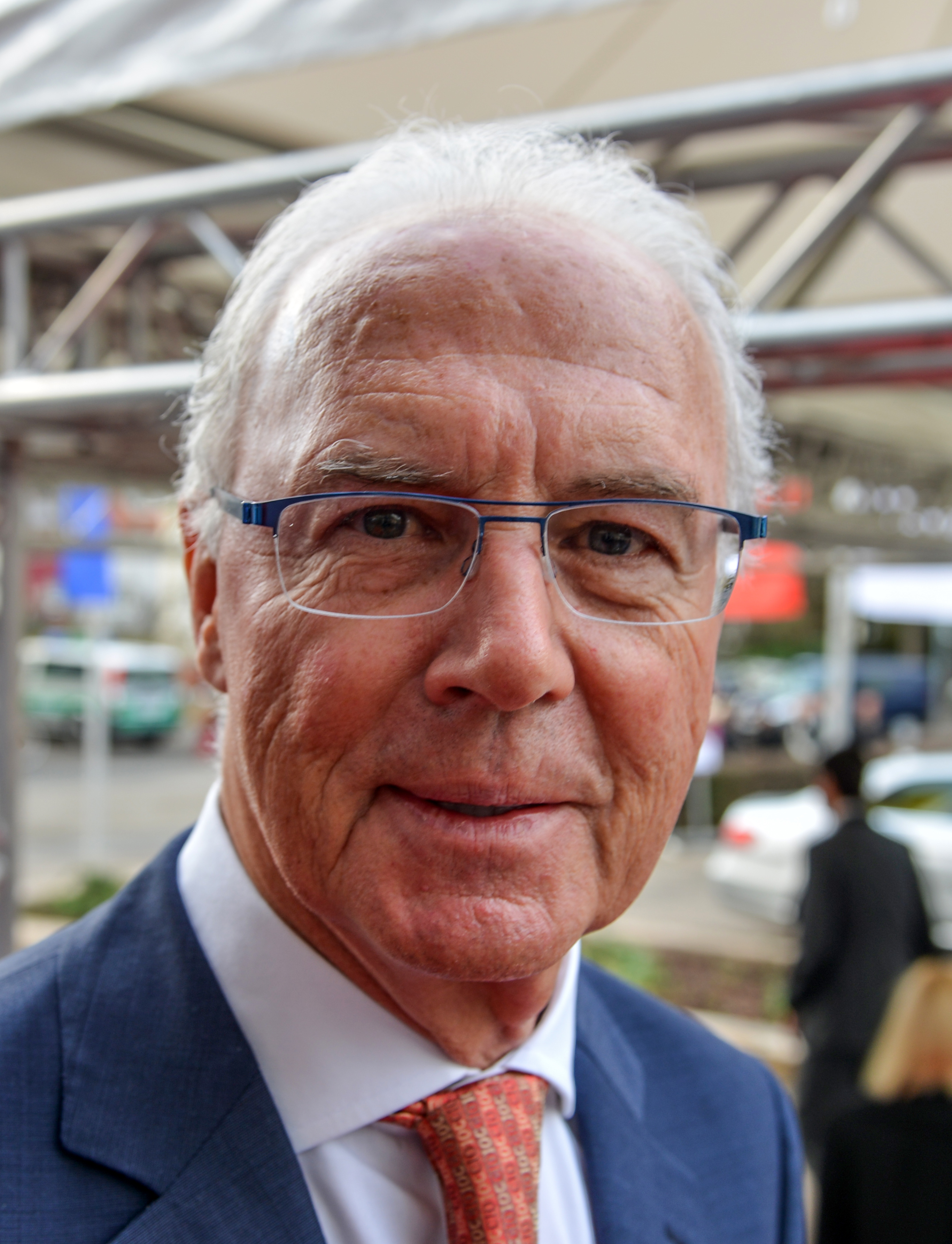
Franz Beckenbauer vô địch cúp C3 năm 1996.

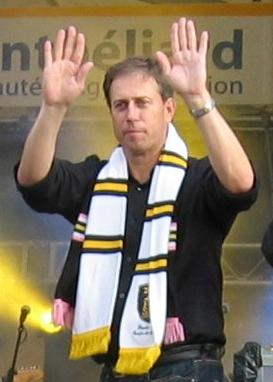
Alain Perrin vô địch Intertoto Cup năm 2001.

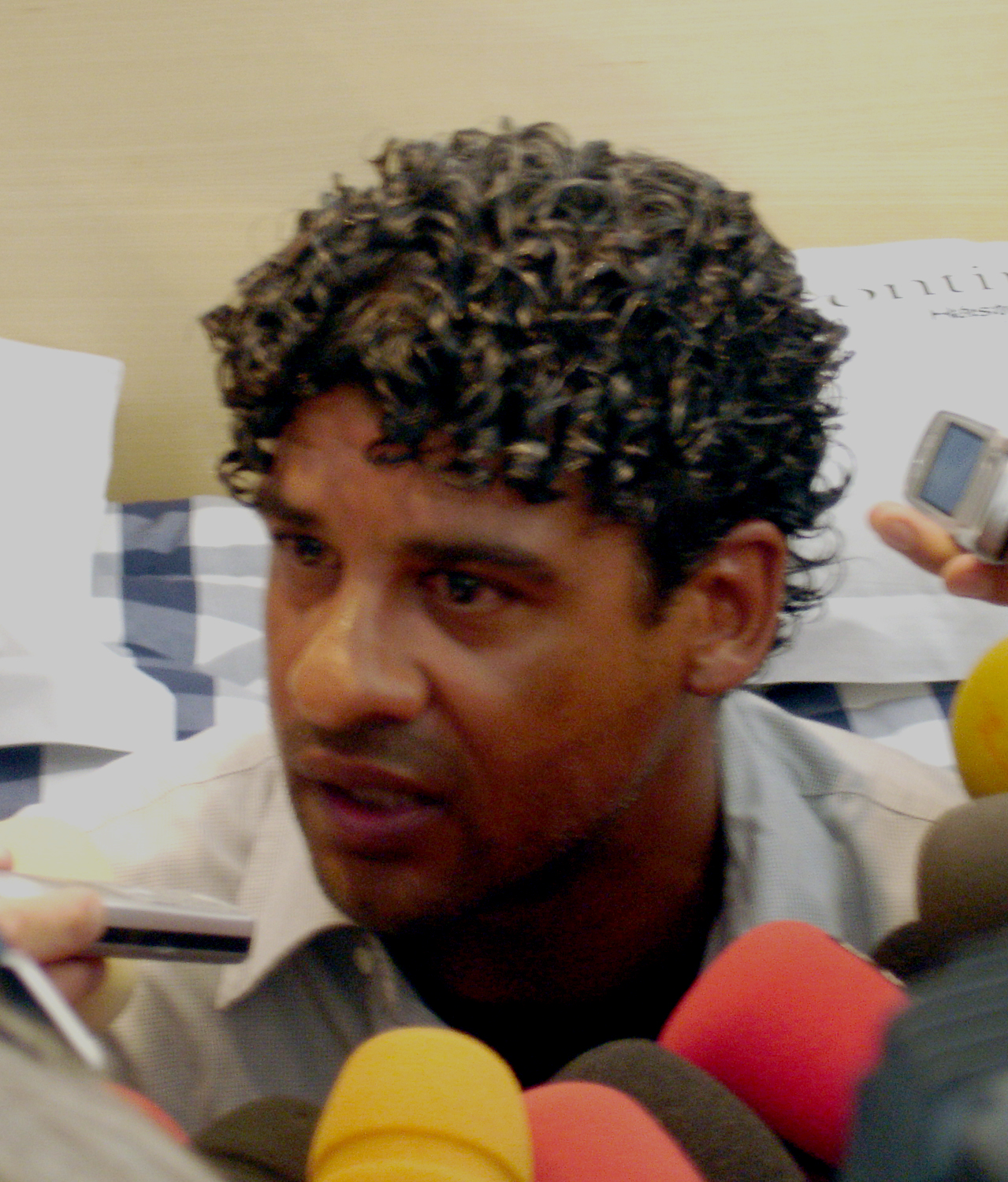
Frank Rijkaard vô địch UEFA Champions League năm 2006.

Từ khoá
| CL  | Cúp C1 châu Âu/ UEFA Champions League |
| CWC | Cúp C2 châu Âu (đã bãi bỏ)            |
| EL  | Cúp C3 châu Âu/ UEFA Europa League    |
| UIC | UEFA Intertoto Cup (đã bãi bỏ)        |
| SC  | Siêu cúp châu Âu                      |
| IC  | Cúp bóng đá liên lục địa (đã bãi bỏ)  |

|                                            | Huấn luyện viên       | CL | CWC | EL | UIC | SC | IC | Tổng cộng |
| ------------------------------------------ | --------------------- | -- | --- | -- | --- | -- | -- | --------- |
| Ý                                          | Carlo Ancelotti       | 3  | –   | –  | 1   | 3  | –  | 7         |
| Scotland                                   | Sir Alex Ferguson     | 2  | 2   | –  | –   | 2  | 1  | 7         |
| Ý                                          | Giovanni Trapattoni   | 1  | 1   | 3  | –   | 1  | 1  | 7         |
| Ý                                          | Arrigo Sacchi         | 2  | –   | –  | –   | 2  | 2  | 6         |
| Anh                                        | Bob Paisley           | 3  | –   | 1  | –   | 1  | –  | 5         |
| Pháp                                       | Zinedine Zidane       | 3  | –   | –  | –   | 2  | –  | 5         |
| Tây Ban Nha                                | Josep Guardiola       | 2  | –   | –  | –   | 3  | –  | 5         |
| Ý                                          | Nereo Rocco           | 2  | 2   | –  | –   | –  | 1  | 5         |
| Hà Lan                                     | Louis van Gaal        | 1  | –   | 1  | –   | 2  | 1  | 5         |
| Bồ Đào Nha                                 | José Mourinho         | 2  | –   | 2  | –   | –  | –  | 4         |
| Đức                                        | Jupp Heynckes         | 2  | –   | –  | 2   | –  | –  | 4         |
| Tây Ban Nha                                | Vicente del Bosque    | 2  | –   | –  | –   | 1  | 1  | 4         |
| Argentina                                  | Helenio Herrera       | 2  | –   | –  | –   | –  | 2  | 4         |
| Tây Ban Nha                                | Rafael Benítez        | 1  | –   | 2  | –   | 1  | –  | 4         |
| Hà Lan                                     | Johan Cruyff          | 1  | 2   | –  | –   | 1  | –  | 4         |
| Bỉ                                         | Raymond Goethals      | 1  | 1   | –  | –   | 2  | –  | 4         |
| Argentina                                  | Diego Simeone         | –  | –   | 2  | –   | 2  | –  | 4         |
| Tây Ban Nha                                | José Villalonga       | 2  | 1   | –  | –   | –  | –  | 3         |
| Anh                                        | Brian Clough          | 2  | –   | –  | –   | 1  | –  | 3         |
| Đức                                        | Ottmar Hitzfeld       | 2  | –   | –  | –   | –  | 1  | 3         |
| România                                    | Ștefan Kovács         | 2  | –   | –  | –   | –  | 1  | 3         |
| Đức                                        | Dettmar Cramer        | 2  | –   | –  | –   | –  | 1  | 3         |
| Áo                                         | Ernst Happel          | 2  | –   | –  | –   | –  | 1  | 3         |
| Tây Ban Nha                                | Miguel Muñoz          | 2  | –   | –  | –   | –  | 1  | 3         |
| Đức                                        | Udo Lattek            | 1  | 1   | 1  | –   | –  | –  | 3         |
| Ý                                          | Marcello Lippi        | 1  | –   | –  | –   | 1  | 1  | 3         |
| Ukraina                                    | Valeri Lobanovsky     | –  | 2   | –  | –   | 1  | –  | 3         |
| Tây Ban Nha                                | Unai Emery            | –  | –   | 3  | –   | –  | –  | 3         |
| Tây Ban Nha                                | Juande Ramos          | –  | –   | 2  | –   | 1  | –  | 3         |
| Thụy Điển                                  | Sven-Göran Eriksson   | –  | 1   | 1  | –   | 1  | –  | 3         |
| Ý                                          | Nevio Scala           | –  | 1   | 1  | –   | 1  | –  | 3         |
| Tây Ban Nha                                | Víctor Fernández      | –  | 1   | –  | 1   | –  | 1  | 3         |
| Argentina                                  | Luis Carniglia        | 2  | –   | –  | –   | –  | –  | 2         |
| Hungary                                    | Béla Guttmann         | 2  | –   | –  | –   | –  | –  | 2         |
| Anh                                        | Tony Barton           | 1  | –   | –  | –   | 1  | –  | 2         |
| Ý                                          | Fabio Capello         | 1  | –   | –  | –   | 1  | –  | 2         |
| Tây Ban Nha                                | Luis Enrique          | 1  | –   | –  | –   | 1  | –  | 2         |
| Đức                                        | Jürgen Klopp          | 1  | –   | –  | –   | 1  | –  | 2         |
| Anh                                        | Bill Nicholson        | –  | 1   | 1  | –   | –  | –  | 2         |
| Anh                                        | Bobby Robson          | –  | 1   | 1  | –   | –  | –  | 2         |
| Pháp                                       | Luis Fernandez        | –  | 1   | –  | 1   | –  | –  | 2         |
| Ý                                          | Gianluca Vialli       | –  | 1   | –  | –   | 1  | –  | 2         |
| Hà Lan                                     | Aad de Mos            | –  | 1   | –  | –   | 1  | –  | 2         |
| Tây Ban Nha                                | Luis Molowny          | –  | –   | 2  | –   | –  | –  | 2         |
| Hà Lan                                     | Huub Stevens          | –  | –   | 1  | 1   | –  | –  | 2         |
| România                                    | Mircea Lucescu        | –  | –   | 1  | –   | 1  | –  | 2         |
| Hà Lan                                     | Dick Advocaat         | –  | –   | 1  | –   | 1  | –  | 2         |
| Pháp                                       | Gérard Houllier       | –  | –   | 1  | –   | 1  | –  | 2         |
| Tây Ban Nha                                | Quique Sánchez Flores | –  | –   | 1  | –   | 1  | –  | 2         |
| Ý                                          | Claudio Ranieri       | –  | –   | –  | 1   | 1  | –  | 2         |
| Cộng hòa Liên bang Xã hội chủ nghĩa Nam Tư | Tomislav Ivić         | –  | –   | –  | –   | 1  | 1  | 2         |
| Anh                                        | Joe Fagan             | 1  | –   | –  | –   | –  | –  | 1         |
| Hà Lan                                     | Guus Hiddink          | 1  | –   | –  | –   | –  | –  | 1         |
| Scotland                                   | Jock Stein            | 1  | –   | –  | –   | –  | –  | 1         |
| Hà Lan                                     | Rinus Michels         | 1  | –   | –  | –   | –  | –  | 1         |
| Hà Lan                                     | Frank Rijkaard        | 1  | –   | –  | –   | –  | –  | 1         |
| Scotland                                   | Matt Busby            | 1  | –   | –  | –   | –  | –  | 1         |
| Cộng hòa Liên bang Xã hội chủ nghĩa Nam Tư | Ljupko Petrović       | 1  | –   | –  | –   | –  | –  | 1         |
| România                                    | Emerich Jenei         | 1  | –   | –  | –   | –  | –  | 1         |
| Bồ Đào Nha                                 | Artur Jorge           | 1  | –   | –  | –   | –  | –  | 1         |
| Ý                                          | Roberto Di Matteo     | 1  | –   | –  | –   | –  | –  | 1         |
| Cộng hòa Liên bang Xã hội chủ nghĩa Nam Tư | Vujadin Boškov        | –  | 1   | –  | –   | –  | –  | 1         |
| Hungary                                    | Nándor Hidegkuti      | –  | 1   | –  | –   | –  | –  | 1         |
| Anh                                        | Ron Greenwood         | –  | 1   | –  | –   | –  | –  | 1         |
| Tây Ban Nha                                | Joaquim Rifé          | –  | 1   | –  | –   | –  | –  | 1         |
| Tây Ban Nha                                | Alfredo Di Stéfano    | –  | 1   | –  | –   | –  | –  | 1         |
| Đức                                        | Otto Rehhagel         | –  | 1   | –  | –   | –  | –  | 1         |
| Scotland                                   | George Graham         | –  | 1   | –  | –   | –  | –  | 1         |
| Bồ Đào Nha                                 | Anselmo Fernandez     | –  | 1   | –  | –   | –  | –  | 1         |
| Đức                                        | Willi Multhaup        | –  | 1   | –  | –   | –  | –  | 1         |
| Cộng hòa Liên bang Xã hội chủ nghĩa Nam Tư | Zlatko Čajkovski      | –  | 1   | –  | –   | –  | –  | 1         |
| Tiệp Khắc                                  | Michal Vičan          | –  | 1   | –  | –   | –  | –  | 1         |
| Anh                                        | Joe Mercer            | –  | 1   | –  | –   | –  | –  | 1         |
| Anh                                        | Dave Sexton           | –  | 1   | –  | –   | –  | –  | 1         |
| Scotland                                   | William Waddell       | –  | 1   | –  | –   | –  | –  | 1         |
| Đức                                        | Heinz Krügel          | –  | 1   | –  | –   | –  | –  | 1         |
| Hà Lan                                     | Hans Croon            | –  | 1   | –  | –   | –  | –  | 1         |
| Đức                                        | Kuno Klötzer          | –  | 1   | –  | –   | –  | –  | 1         |
| Liên Xô                                    | Nodar Akhalkatsi      | –  | 1   | –  | –   | –  | –  | 1         |
| Anh                                        | Howard Kendall        | –  | 1   | –  | –   | –  | –  | 1         |
| Scotland                                   | Bill Shankly          | –  | –   | 1  | –   | –  | –  | 1         |
| Ý                                          | Ottavio Bianchi       | –  | –   | 1  | –   | –  | –  | 1         |
| Hà Lan                                     | Wiel Coerver          | –  | –   | 1  | –   | –  | –  | 1         |
| Bỉ                                         | Paul Van Himst        | –  | –   | 1  | –   | –  | –  | 1         |
| Hà Lan                                     | Bert van Marwijk      | –  | –   | 1  | –   | –  | –  | 1         |
| Nga                                        | Valery Gazzaev        | –  | –   | 1  | –   | –  | –  | 1         |
| Đức                                        | Hennes Weisweiler     | –  | –   | 1  | –   | –  | –  | 1         |
| Đức                                        | Friedel Rausch        | –  | –   | 1  | –   | –  | –  | 1         |
| Anh                                        | Keith Burkinshaw      | –  | –   | 1  | –   | –  | –  | 1         |
| Thụy Điển                                  | Gunder Bengtsson      | –  | –   | 1  | –   | –  | –  | 1         |
| Thổ Nhĩ Kỳ                                 | Fatih Terim           | –  | –   | 1  | –   | –  | –  | 1         |
| Đức                                        | Erich Ribbeck         | –  | –   | 1  | –   | –  | –  | 1         |
| Ý                                          | Dino Zoff             | –  | –   | 1  | –   | –  | –  | 1         |
| Ý                                          | Giampiero Marini      | –  | –   | 1  | –   | –  | –  | 1         |
| Đức                                        | Franz Beckenbauer     | –  | –   | 1  | –   | –  | –  | 1         |
| Ý                                          | Luigi Simoni          | –  | –   | 1  | –   | –  | –  | 1         |
| Ý                                          | Alberto Malesani      | –  | –   | 1  | –   | –  | –  | 1         |
| Bồ Đào Nha                                 | André Villas-Boas     | –  | –   | 1  | –   | –  | –  | 1         |
| Ý                                          | Luigi Simoni          | –  | –   | 1  | –   | –  | –  | 1         |
| Hà Lan                                     | Kees Rijvers          | –  | –   | 1  | –   | –  | –  | 1         |
| Ý                                          | Maurizio Sarri        | –  | –   | 1  | –   | –  | –  | 1         |
| Pháp                                       | Frédéric Antonetti    | –  | –   | –  | 1   | –  | –  | 1         |
| Ý                                          | Serse Cosmi           | –  | –   | –  | 1   | –  | –  | 1         |
| Ý                                          | Luigi De Canio        | –  | –   | –  | 1   | –  | –  | 1         |
| Đức                                        | Thomas Doll           | –  | –   | –  | 1   | –  | –  | 1         |
| Pháp                                       | Jacky Duguépéroux     | –  | –   | –  | 1   | –  | –  | 1         |
| Đan Mạch                                   | Preben Elkjær         | –  | –   | –  | 1   | –  | –  | 1         |
| Pháp                                       | Jean Fernandez        | –  | –   | –  | 1   | –  | –  | 1         |
| Tây Ban Nha                                | Benito Floro          | –  | –   | –  | 1   | –  | –  | 1         |
| Pháp                                       | Jean-Louis Gasset     | –  | –   | –  | 1   | –  | –  | 1         |
| Pháp                                       | Francis Gillot        | –  | –   | –  | 1   | –  | –  | 1         |
| Anh                                        | John Gregory          | –  | –   | –  | 1   | –  | –  | 1         |
| Pháp                                       | Bernard Lacombe       | –  | –   | –  | 1   | –  | –  | 1         |
| Đức                                        | Felix Magath          | –  | –   | –  | 1   | –  | –  | 1         |
| Ý                                          | Carlo Mazzone         | –  | –   | –  | 1   | –  | –  | 1         |
| Cộng hòa Liên bang Xã hội chủ nghĩa Nam Tư | Slavoljub Muslin      | –  | –   | –  | 1   | –  | –  | 1         |
| Tây Ban Nha                                | Joaquín Peiró         | –  | –   | –  | 1   | –  | –  | 1         |
| Chile                                      | Manuel Pellegrini     | –  | –   | –  | 1   | –  | –  | 1         |
| Pháp                                       | Alain Perrin          | –  | –   | –  | 1   | –  | –  | 1         |
| Pháp                                       | Claude Puel           | –  | –   | –  | 1   | –  | –  | 1         |
| Đức                                        | Ralf Rangnick         | –  | –   | –  | 1   | –  | –  | 1         |
| Anh                                        | Harry Redknapp        | –  | –   | –  | 1   | –  | –  | 1         |
| Anh                                        | Glenn Roeder          | –  | –   | –  | 1   | –  | –  | 1         |
| Pháp                                       | Guy Roux              | –  | –   | –  | 1   | –  | –  | 1         |
| Đức                                        | Winfried Schäfer      | –  | –   | –  | 1   | –  | –  | 1         |
| Đức                                        | Wolfgang Sidka        | –  | –   | –  | 1   | –  | –  | 1         |
| Pháp                                       | Francis Smerecki      | –  | –   | –  | 1   | –  | –  | 1         |
| Pháp                                       | Jean Tigana           | –  | –   | –  | 1   | –  | –  | 1         |
| Bồ Đào Nha                                 | Jorge Jesus           | –  | –   | –  | 1   | –  | –  | 1         |
| Hà Lan                                     | George Knobel         | –  | –   | –  | –   | 1  | –  | 1         |
| Tây Ban Nha                                | Bernardino Pérez      | –  | –   | –  | –   | 1  | –  | 1         |
| România                                    | Anghel Iordănescu     | –  | –   | –  | –   | 1  | –  | 1         |
| Tây Ban Nha                                | Luis Aragonés         | –  | –   | –  | –   | –  | 1  | 1         |

### Theo quốc tịch
Dưới đây là danh sách sắp xếp theo quốc tịch của các huấn luyện viên.
| Quốc tịch   | CL | CWC | EL | UIC | SC | IC | Tổng cộng |
| ----------- | -- | --- | -- | --- | -- | -- | --------- |
| Ý           | 11 | 5   | 10 | 5   | 11 | 5  | 47        |
| Tây Ban Nha | 10 | 4   | 9  | 3   | 9  | 3  | 38        |
| Đức         | 8  | 5   | 5  | 7   | 1  | 3  | 28        |
| Anh         | 7  | 6   | 4  | 3   | 3  | –  | 23        |
| Hà Lan      | 5  | 4   | 6  | 1   | 6  | 1  | 23        |
| Pháp        | 3  | 1   | 1  | 12  | 3  | –  | 20        |
| Scotland    | 4  | 4   | 1  | –   | 2  | 1  | 12        |
| România     | 3  | –   | 1  | 3   | 2  | 1  | 10        |
| Argentina   | 4  | –   | 2  | –   | 2  | 2  | 10        |
| Bồ Đào Nha  | 3  | 1   | 3  | 1   | –  | –  | 8         |
| Nam Tư      | 1  | 2   | –  | 1   | 1  | –  | 5         |
| Bỉ          | 1  | 1   | 1  | –   | 2  | –  | 5         |
| Liên Xô     | –  | 3   | –  | –   | 1  | –  | 4         |
| Thụy Điển   | –  | 1   | 2  | –   | 1  | –  | 4         |
| Hungary     | 2  | 1   | –  | –   | –  | –  | 3         |
| Áo          | 2  | –   | –  | –   | –  | 1  | 3         |
| Tiệp Khắc   | –  | 1   | –  | –   | –  | –  | 1         |
| Nga         | –  | –   | 1  | –   | –  | –  | 1         |
| Thổ Nhĩ Kỳ  | –  | –   | 1  | –   | –  | –  | 1         |
| Chile       | –  | –   | –  | 1   | –  | –  | 1         |
| Đan Mạch    | –  | –   | –  | 1   | –  | –  | 1         |